# Robin Lord Taylor
Robin Lord Taylor (Shueyville, 4 giugno 1978) è un attore statunitense.

## Biografia
Nato e cresciuto a Johnoson County, ha frequentato la Solon High School e successivamente la Northwestern University, per poi trasferirsi a New York nel 2000. Appare in molte serie televisive di successo, come Law & Order - I due volti della giustizia, The Good Wife, Law & Order - Unità vittime speciali e The Walking Dead, e in alcuni film indipendenti come Cold Comes at Night e Another Earth, film che vinse il premio Alfred P. Sloan al Sundance Film Festival nel 2011.
Nel 2014 entra a far parte del cast della serie televisiva Gotham, interpretando Oswald "Pinguino" Cobblepot, ruolo che ricopre fino alla conclusione della serie nel 2019.

### Vita privata
Nel 2011 si è sposato con Richard DiBella.

## Filmografia

### Cinema
- Ammesso (Accepted), regia di Steve Pink (2006)
- The House Is Burning, regia di Holger Erns (2006)
- Land Shark - Rischio a Wall Street (August), regia di Austin Chick (2008)
- The Assassination - Al centro del complotto (Assassination of a High School President), regia di Brett Simon (2008)
- Last Day of Summer, regia di Vlad Yudin (2009)
- Step Up 3D, regia di Jon M. Chu (2010)
- Another Earth, regia di Mike Cahill (2011)
- Return, regia di Liza Johnson (2011)
- The Melancholy Fantastic, regia di Alejandro Daniel Calvo (2011)
- Would You Rather, regia di David Guy Levy (2012)
- Fredda è la notte (Cold Comes the Night), regia di Tze Chun (2013)
- John Wick 3 - Parabellum (John Wick: Chapter 3 - Parabellum), regia di Chad Stahelski (2019)

### Televisione
- Law & Order - I due volti della giustizia (Law & Order) – serie TV, episodi 15x09-18x17-20x16 (2005-2010)
- Life on Mars – serie TV, episodio 1x03 (2008)
- The Good Wife – serie TV, episodio 4x10 (2012)
- Person of Interest – serie TV, episodio 1x15 (2012)
- Law & Order - Unità vittime speciali (Law & Order: Special Victims Unit) – serie TV, episodio 14x21 (2013)
- The Walking Dead – serie TV, episodi 4x04-5x01 (2013-2014)
- Taxi Brooklyn – serie TV, episodio 1x04 (2014)
- Gotham – serie TV, 94 episodi (2014-2019)
- You – serie TV (2019-in corso)
- Kevin Can F**k Himself – serie TV, 4 episodi (2021)
- Law & Order: Organized Crime – serie TV, 5 episodi (2022)

## Doppiatori italiani
Nelle versioni in italiano delle opere in cui ha recitato, Robin Lord Taylor è stato doppiato da:
- Simone Crisari in Law & Order - I due volti della giustizia, The Walking Dead, Kevin Can F**k Himself, Law & Order: Organized Crime
- Gabriele Lopez in Gotham, John Wick 3 - Parabellum
- Flavio Aquilone in Fredda è la notte, You
- Alberto Caneva in Ammesso
- Alessio Nissolino in Another Earth
- Emanuele Ruzza in Person of Interest